# Трофічна структура екосистеми
Трофічна структура екосистеми — організація екосистеми, заснована на харчових взаємовідносинах популяцій.
Коли мають на увазі трофічну роль, яку відіграє біота в екосистемі, то в ній виділяють автотрофів- продуцентів (фотосинтетики і хемосинтетики), гетеротрофів-макроконсументів (головним чином тварини) і мікроконсументів або редуцентів (переважно бактерії, актиноміцети, гриби). Консументи, що безпосередньо харчуються продуцентами або продуктами їх розпаду, утворюють другий трофічний рівень екосистеми. Третій трофічний рівень виникає, коли в екосистемі присутні популяції тварин, які живуть за рахунок другого трофічного рівня, і т. д. Організми другого, третього і наступних трофічних рівнів відповідно називаються консументами першого, другого і наступних порядків.
Шлях, яким органічна речовина продуцентів переміщається з одного трофічного рівня на інший, називається харчовим ланцюгом. Сукупність харчових ланцюгів в екосистемі утворює її харчову (трофічну) мережу.
У харчовій мережі розрізняють ланцюги виїданням і розкладання. Перші складаються на основі голозойного харчування, коли тварини використовують в їжу або живі організми — пасовищні ланцюги, або продукти їх руйнування — детрит — детритні ланцюги. Ланцюги розкладання утворюються в результаті життєдіяльності бактерій, грибів та інших мікроорганізмів, що мінералізують органічні речовини. Своєрідні ланцюги харчування виникають на основі осмотичного харчування розчиненими органічними речовинами, властивого багатьом безхребетним і хребетним тваринам до риб включно, гетеротрофам, а також ряду фототрофів з більшим чи меншим ступенем гетеротрофності.
Співвідношення потужності різних ланцюгів живлення в екосистемі добре відображає особливості її структурно-функціонального вигляду. У трофічній мережі співтовариств, наприклад оліготрофних водойм, переважають пасовищні ланцюги: мікроорганізмів мало і ланцюги розкладання виражені слабо. З підвищенням трофності вод все більше абсолютне і відносне значення набувають ланцюги детритні і редуцентні (розкладання). Останні стають майже єдиними в біоценозах, що існують в умовах різкого дефіциту кисню і великої кількості мертвої органічної речовини.
З переходом від одного трофічного рівня до наступного чисельність і загальна біомаса особин нерідко знижуються, адже на кожному щаблі трансформації органічної речовини відбувається її втрата. В результаті утворюються так звані піраміда чисел і піраміда біомас, що характеризують ступінь зменшення кількості організмів з переходом від одного трофічного рівня до іншого. Через те, що дрібні організми при даній біомасі зазвичай створюють більше органічної речовини, ніж спільно з ними існуючі великі, то не завжди піраміда біомас закономірно звужується до вершини. Наприклад, при відносно низькій біомасі водорості можуть утворювати таку кількість органічної речовини, за рахунок якого може існувати популяція тварин з більшою сумарною біомасою. Подібні порушення виключаються, якщо порівняння вести за енергетичним принципом. Енергія, трансформована на першому енергетичному рівні, завжди буде більшою, ніж на другому; ще меншою вона виявиться на третьому і наступних рівнях.
Характеристикою трофічної структури екосистеми може бути співвідношення в ній кількості організмів різних трофічних рівнів, співвідношення форм з різними типами харчування, число трофічних зв'язків і т. д. Харчова структура найбільш проста, коли всі особини даного трофічного рівня належать до одного і того ж харчового угруповання або ж організми інших трофічних угруповань відіграють у ньому дуже маленьку роль. Найбільш складна трофічна структура екосистем, в яких форми з різними типами харчування численні і представлені подібною кількістю особин.
Кількісну оцінку складності трофічної структури екосистем можна дати в одиницях інформації, зокрема стосовно до різноманітності ланцюгів і типів харчування.
У першому випадку трофічна структура буде тим складніша (різноманітніша), чим більше в екосистемі трофічних рівнів і чим подібніша кількість організмів, що належать до кожного з них.
У другому випадку різноманітність екосистеми виявиться прямою функцією числа способів харчування і ступеня рівнопредставленості організмів з різними типами харчування.
На ряді прикладів встановлено, що чим вища біомаса екосистеми (тобто чим більше їжі в біотопі), тим одноманітніша її харчова структура. З просуванням в тропіки зменшується кількість їжі, біомаса екосистем падає і одночасно підвищується трофічна різноманітність. Перш за все екосистемам високих широт притаманна не така розгалужена харчова мережа, як в тропічній зоні, причому окремі харчові ланцюги вкрай нерівнопотужні. Крім цього харчові ланцюги в тропіках зазвичай значно довші, нерідко утворені чотирма-п'ятьма ланками, в той час як для високих широт характерніше 3-4-членні ланцюги. Нарешті, способи харчування тварин в тропіках більш різноманітні, ніж у високих широтах. Помітно спрощується трофічна структура водних екосистем з підвищенням кормності водойм. Подібна картина простежується і в разі різкого збідніння фауни, що викликається крайніми умовами існування. Наприклад, в пересолених водоймах, де в масових кількостях мешкають тільки джгутикові Dunaliella salina і їх споживач рачок Artemia salina, інформація трофічної структури наближається до 0.
Чим збалансованіші екосистеми, тим складніша їхня трофічна структура.